# Stictoleptura trisignata
Stictoleptura trisignata là một loài bọ cánh cứng trong họ Cerambycidae.